# Manège militaire de Trois-Rivières
Le manège militaire Général-Jean-Victor-Allard aussi connu sous le nom de manège militaire de Trois-Rivières, est un bâtiment militaire et un musée située au 574, rue Saint-François-Xavier à Trois-Rivières. Ce bâtiment sert de caserne à la réserve du 12e Régiment blindé du Canada (12e RBC(M)). 
L'édifice abrite aussi un musée militaire saisonnier. 
Le bâtiment a été reconnu édifice fédéral du patrimoine en 1991.

## Histoire

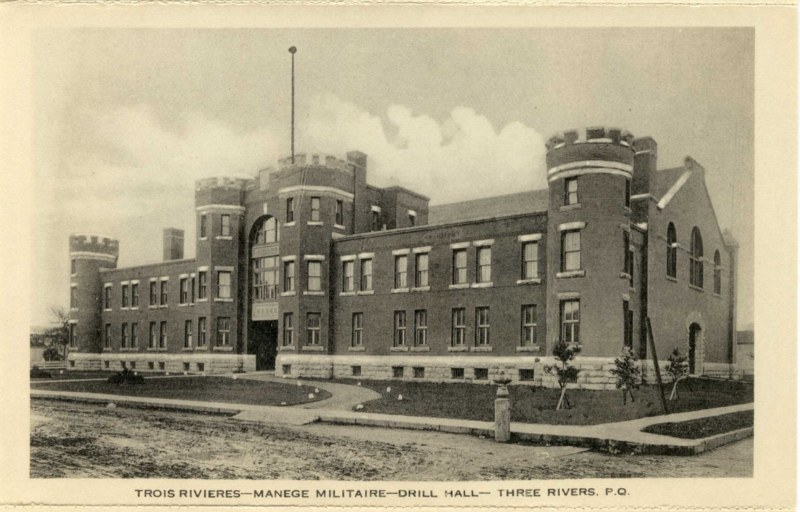
Le manège militaire vers 1907.

Le manège militaire de Trois-Rivières fut construit en 1905–1906 sous la direction l’architecte en chef de la direction générale de l’architecture du ministère des Travaux publics, T.W. Fuller. La construction de cet édifice correspond à un programme fédéral du début du XXe siècle visant à offrir des locaux d'entrainement aux milices du pays. Le bâtiment a été reconnu édifice fédéral du patrimoine le 18 avril 1991.
Ce bâtiment tient son nom du général canadien Jean Victor Allard (1913—1996).

## Annexes

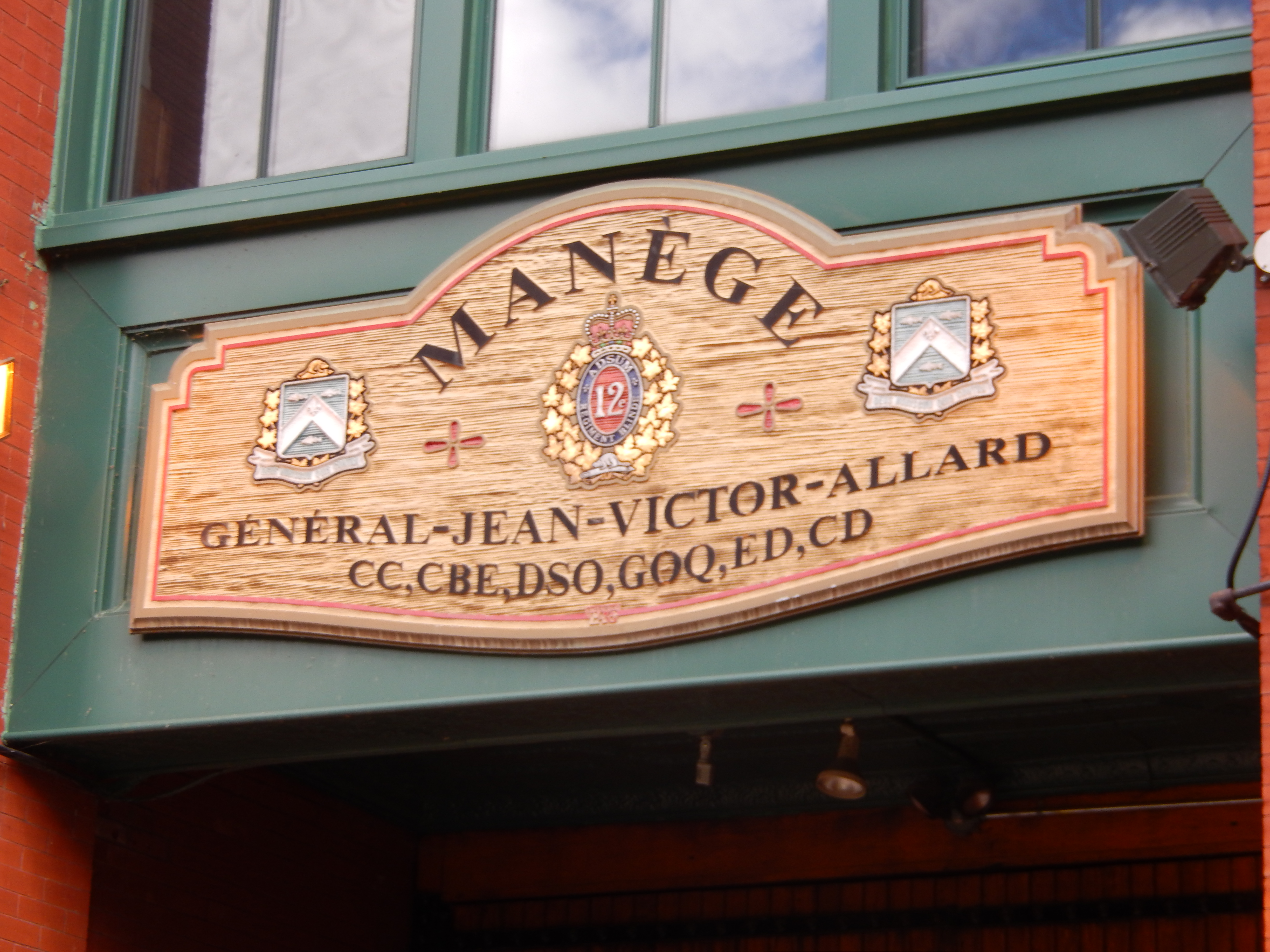
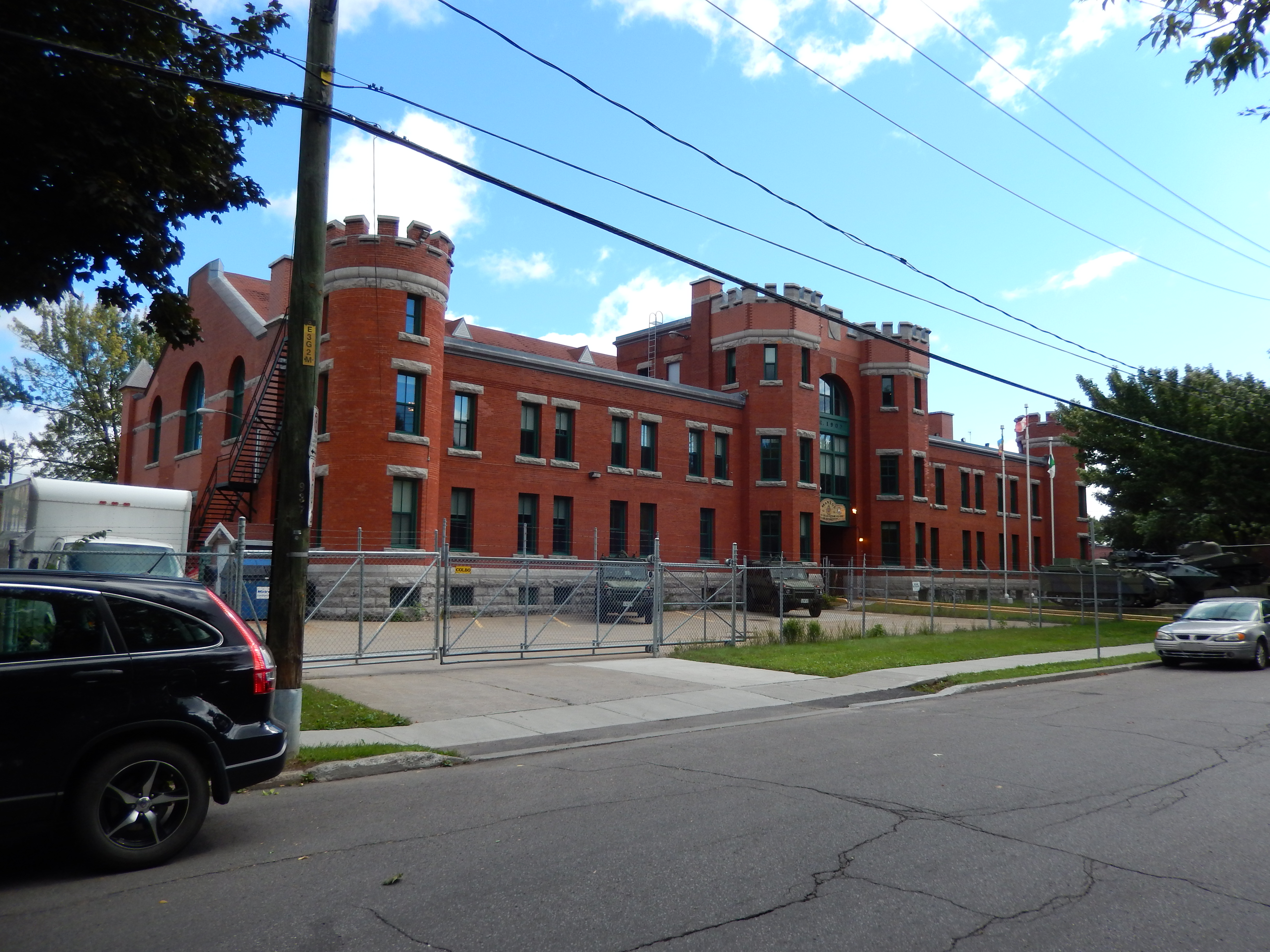
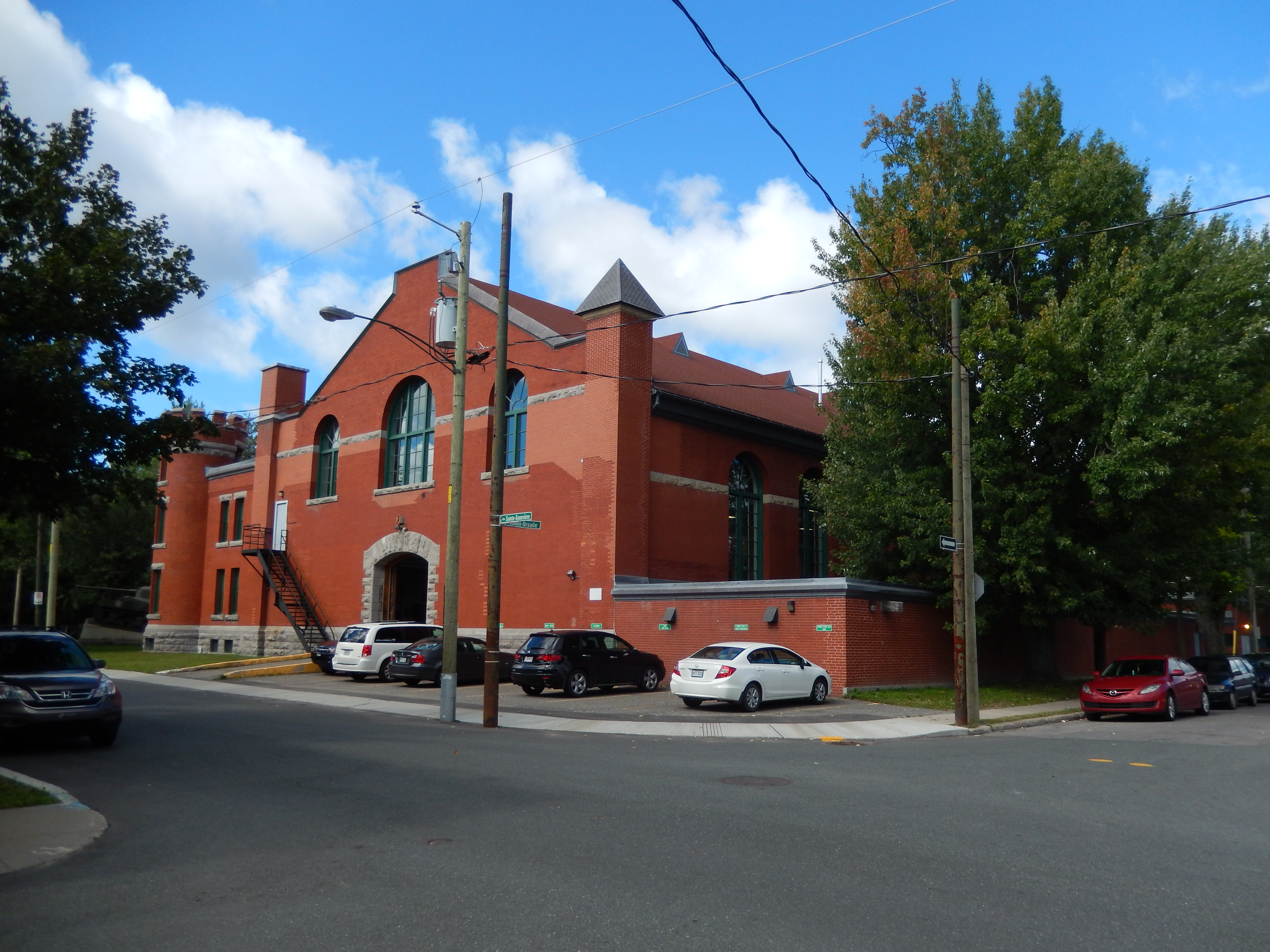
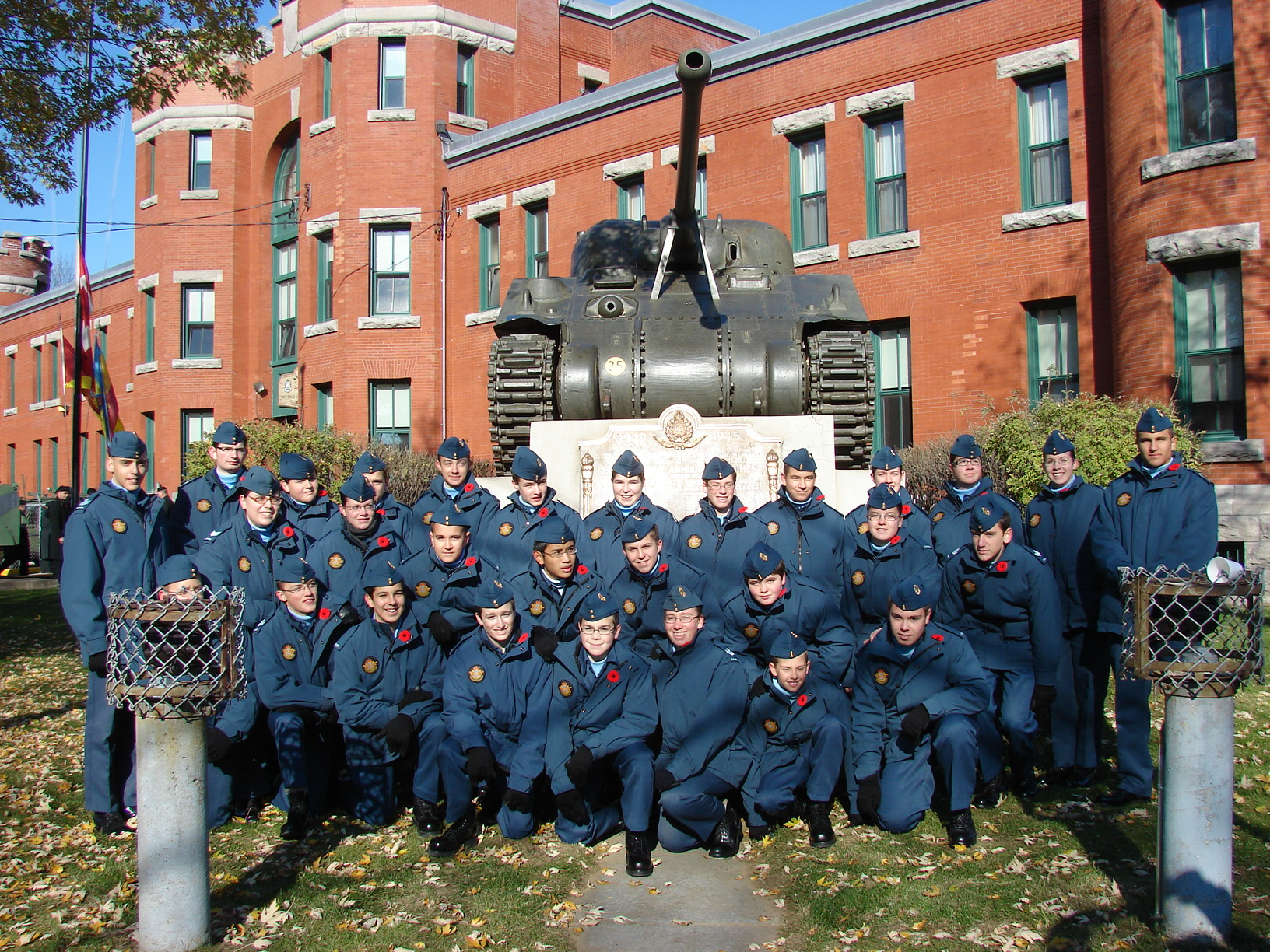
L'escadron 226 devant le manège militaire de Trois-Rivières en 2007.